# Freie Künstlergemeinschaft Schanze
Die Freie Künstlergemeinschaft Schanze e. V. ist eine 1919 gegründete Künstlervereinigung in Münster, die durch rege Ausstellungstätigkeit das kulturelle Leben in Münster entscheidend prägt und häufig Kontakte zu bildenden Künstlern im europäischen Ausland herstellt. Sie ist die älteste noch bestehende Vereinigung in Münster.

## Geschichte
Nach einer Initiative von Bernhard Peppinghege wurde die „Schanze“ 1919 von jungen Künstlern im Lortzingsaal Münster gegründet. Anfangs traten auch Schriftsteller und darstellende Künstler aus Theater und Tanz bei. Erster Vorsitzende wurde der Berliner Maler Friedrich Wilhelm Liel, der auch für die Umwandlung des münsterschen Zwinger in ein Künstleratelier verantwortlich war.
Die Ausstellungen der Künstlervereinigung führten bald dazu, dass erstmals regelmäßig aktuelle Kunst in den münsterschen Zeitungen besprochen wurde.
Ende der 1930er-Jahre zeichnete sich nach internen Auseinandersetzungen eine Konzentration auf bildende Künste ab. Die zeitgenössische Presse verortete die „Schanze“ damals unter dem Stichwort Neue Sachlichkeit.
Über die Jahrzehnte baute die „Schanze“ ihre Ausstellungstätigkeit immer weiter aus, zwischenzeitlich ausgebremst durch die Zeitläufte des Jahrhunderts (Zweiter Weltkrieg und Drittes Reich) und durch gelegentliche interne Krisen. Die „Schanze“ ist als Veranstalter vielbeachteter Ausstellungen wichtiger Bestandteil des kulturellen Lebens in Münster und Westfalen und vermittelt immer wieder Künstlerkontakte ins europäische Ausland.
1982 wurde Klaus Ebert zum Kanzler (Vorsitzenden) der Vereinigung gewählt und hatte dieses Amt insgesamt 15 Jahre inne (1982–1988 und 1992–2000). In seine Kanzlerschaft fielen intensive Kontakte zur niederländischen Kunstszene, vor allem nach Enschede. Von 2000 bis 2003 war Willi Landsknecht Kanzler. Ihm gelang unter anderem die Einbindung Neuer Medien und der Ausbau von Kontakten zu Künstlern im Ausland. Von 2003 an war Klaus Tesching, ehemaliger Student von Joseph Beuys, Kanzler. Von Januar 2015 bis Ende 2016 war Uli Grohmann Kanzler. Seit 2017 ist Miriam Przygoda Kanzlerin. Im Jahr 2019 feiert die Schanze ihr 100. Jubiläum mit Ausstellungen im Stadtmuseum, in Schaufenstern des Prinzipalmarktes und im Haus der Niederlande in Münster.
Bekannte Mitglieder der „Schanze“ waren unter anderem Bernhard Bröker, Hans Kraft, Hans Pape, Waldemar Mallek, Carl Busch, Joos Jaspert, Hanns Hubertus Graf von Merveldt, Josef Wedewer, Hans Kraft, Franz Homoet, Wilhelm Imkamp, Emil Schumacher, Ernst Hase, Ernst Hermanns und Axel Schulß (1952–2009).